# Carex socialis
Carex socialis är en halvgräsart som beskrevs av Robert H Mohlenbrock och Schwegman. Carex socialis ingår i släktet starrar, och familjen halvgräs. Inga underarter finns listade i Catalogue of Life.